# 白浮泉
白浮泉位于北京市昌平区化庄村东、京密引水渠北岸，原是元朝元大都的水源。
1990年，“白浮泉遗址——九龙池、都龙王庙”被定为第四批北京市文物保护单位。2003年，白浮泉遗址作为京杭大运河北京段的一部分，列为第六批全国重点文物保护单位——京杭大运河的子项。2013年，并为第七批全国重点文物保护单位大运河的子项。

## 白浮泉
原昌平州东南有一座孤山。山不高，有多个名称：龙泉山、龙山、神山，又称凤凰山、白浮山、神岭山。《光绪顺天府志》引《明一统志》载：“考神岭山，即神山也。”《光绪昌平州志·山川记第四》载：“城东南五里曰龙泉山，旧名白浮山。旧志：龙泉山即白浮山，在城东南五里。上有都龙王祠，山半一洞，有人梯石而下，初狭渐广，行里许，水声砰渹不敢前。
洞北麓有潭，潭西北泉出乱石间……。按《明一统志》云，白浮山在州东南十里，上有二龙潭。”
该山的泉水水量大，流量稳定。由于旁边的村子名叫白浮村，所以该泉称“白浮泉”。泉水来自龙泉山东北麓半山腰处的一块盆地，泉水从山根的碎石间流出，形成一潭水。《日下旧闻考》载：“潭东有泉出乱石间，清湛可濯。”明朝永乐年间，在泉下兴建了九龙池，池壁采用花岗岩，嵌在池壁中的龙头用汉白玉雕刻，白浮泉水从九个龙头的口中流出，注入九龙池。
九龙池在龙泉山北侧偏东，平面呈东西向的长圆形，现有面积约300平方米，四周是柳树林。侯仁之《白浮泉遗址整修记》记载，1989年在原基础上仿建碑亭一座。碑亭在九龙池旁靠近山脚处。如今，建于明朝永乐年间的九龙池的九个喷水龙头依然存在。碑亭位于九个喷水龙头的上方，正对九龙池。碑亭为三间起脊覆瓦，八柱四柁，柱连平栏。碑亭外檐悬挂着“白浮之泉”匾额。碑亭内有一块石碑，正面刻“白浮泉遗址”五个大字，背面为侯仁之撰文、刘炳森书丹的《白浮泉遗址整修记》：

白浮泉遗址整修记
昌平城东南郊有龙泉山，或曰龙山。山麓有裂隙泉，昔日出水甚旺，即《元史》河渠志之白浮泉，亦称神山泉。昌平沿山一带多有流泉，其为利之溥与历史上之北京城息息相关者，首推白浮泉。
白浮水导引入京，始于元初。时新建大都城，急需引水以济漕运，遂有通惠河之开凿，其最上源即在白浮泉。郭守敬经始其事，开渠引水，顺自然地势，西折南转，绕过沙、清二河之河谷低地，经今昆明湖之前身瓮山泊，流注大都城内积水潭。于是南来漕船可以直泊城中。今日新开京密引水渠，自白浮泉而下直至昆明湖，仍循元时故道，仅小有调整，足证当初地形勘测之精确。及至明朝，白浮引水断流，而泉水喷溥如旧。水出石雕龙口共九处，下注成池，遂有九龙泉之称。山上有元朝都龙王庙旧址，明代重建。现存大殿结构仍有元明遗制，余皆清构，均年久失修，日渐倾圮。
近年来流泉干涸，旧迹荒芜。其地已归北京市第一商业局作为职工休养处而稍有营建。因念其历史价值，更集资兴工，由北京市古代建筑研究所规划设计，修缮都龙王庙一如旧制，并整修九龙池，再现龙口喷水景观。既恢复其园林景色，更有利于遗址保护。另建碑亭一座，仿元代风格，以为白浮引水济运之纪念。始工于一九八九年夏，越冬而工竣。时去郭守敬倡议导引白浮泉，适届七百周年。守敬为天文历算及水利工程一代宗师，在元初新历法之制定与大都城之建设中，功勋卓著。缅怀先贤，激励来者，刻石为记，永志不忘。
一九九○年月日 侯仁之撰文

侯仁之还为该碑文写了一篇补记，刊登在1990年的《燕都》杂志上：

补记
五十三年前，顾颉刚师在燕京大学开设“古迹古物调查实习”一课，我作为助教，每次外出调查之前，必须就实习对象写出简单的文字说明，印发同学，作为参考。这项工作促进了我对实地考察的兴趣。有一次，我个人由于对元初郭守敬引白浮泉开通惠河的事迹，深有感受，遂只身骑车按照《元史》河渠志和郭守敬本传的记述，前往昌平神山实地踏看，只见童山濯濯，满目荒凉。山麓草木丛生，流水漫溢，不禁怅然若有所失。十年前，北京科学教育电影制片厂拍摄《古都北京》影片，石梅音同志负责编导，我有幸担任顾问。影片中有郭守敬实地勘察北部水源的特写，我曾设想把神山白浮泉的全景纳入镜头，但是其荒凉情景仍然不堪入目。最近北京市古代建筑研究所王世仁所长，告以白浮泉遗址正在整修中，嘱我写一碑文，用以表彰先贤功勋。我虽不文，还是欣然从命。但字数有限，不能尽所欲言。这里希望补充说明的一点，即郭守敬在水利工程中，首先提出了以海平面为零点的海拔标准概念，早于德国大数学家高斯五百六十余年。白浮泉引水选线，循山麓绕行六十余里，而海拔高度缓缓下降不过数米，其精确程度令人惊异。守敬又精于历算，他在新建大都城内，通过三年半内约二百次的晷影测量，定出公元1277－1280年的冬至时刻，再结合历史资料加以推算，得出一回归年的长度为365.2425日。这个值的精确程度与理论值只差２３秒，同目前世界上通用的格雷果里历的值是一致的，而后者的颁行在1582年，晚于郭守敬三百年。（见王树森：“郭守敬的世界之最”，《郭守敬研究》1986年，总2期）郭守敬在世界科学与技术史上的光辉业绩，应该是激励我们继续奋发前进的动力！
最近北京德胜门水关故址内的汇通祠已经复建，考虑再三，建议用作郭守敬纪念馆，也是引水思源的意思。现在白浮泉遗址又将整修竣工，更是令人喜出望外。承《燕都》主编同意，先期刊登这篇碑记，因略加说明如上。不当之处，尚乞读者见教。
1989年立冬于北大燕南园 

都龙王庙内的清朝乾隆十七年制的《都龙王庙置田碑记》载：龙泉山上有三座寺庙，“一白衣庵，一龙泉寺，其峰顶侧都龙王庙焉。”白浮泉、上寺、下寺、戏楼、古洞，都是过去游人喜欢的景点。《光绪昌平州志》载，时人评选燕平八景，其中的“龙泉喷玉”便指白浮泉九龙池。《龙泉喷玉》诗曰：“凭虚歕薄泻飞泉，矫矫翔龙出九渊。峭壁危崖愁绝倒，琼珠玉粒讶空悬。风定涧头声细细，雨余谷底水涓涓。怪来爽气清人骨，过客临流思欲仙。”
元朝时，白浮泉是通惠河的源头，泉水经白浮堰一直流入通惠河。直到中华人民共和国成立初期，白浮泉水仍滔滔不绝，沿龙泉山东侧的水渠向南流，浇灌白浮村的300余亩水稻田。1959年8月，水利部门勘测出白浮泉水的日流量为22.37吨。自20世纪后半叶起，由于华北久旱，电机井日益增加，地下水位连年降低，导致白浮泉水几乎断流。

## 龙泉寺
龙泉寺距离白浮泉不远。《光绪昌平州志》载：“龙泉有二。一在州东都龙王祠下，一在州西神岭山下，亦有龙潭。”龙泉寺正殿三间，东西配殿各三间。正殿内供奉弥勒佛。

## 都龙王庙
龙泉寺后有76级台阶，笔直通达山顶，山顶上有都龙王庙。都龙王庙始建于元朝，规模不大，50米见方。正殿、配殿格局十分规整。东、西两侧有钟楼、鼓楼。21世纪初，正殿门口对联曰：“九江八河天水总汇，五湖四海饮水思源。”门口上方悬挂“都龙王庙”匾额。正殿内供奉人面龙王。正殿两侧的墙壁上绘有《东游巡踪》彩色壁画。
当地人对该庙的名称有两种说法：一是因该庙为北京规模最大的龙王庙而得名，二是因该庙龙王统管所有龙王而得名。道教中有诸天龙王、四海龙王、五方龙王之说法；佛教中有无量诸大龙王，例如毗楼博义龙王、婆竭罹龙王等等。
元朝时，都龙王庙极受重视，后来历朝都曾修护都龙王庙，明朝洪武八年曾重修该庙。明清时期，该庙是知名的祈雨场所，香火旺盛。每遇干旱，便由地方官绅或者耆老领衔，每户出一个男丁，抬着三牲厚礼，到都龙王庙进香祈雨。
都龙王庙坐北朝南，主要有照壁、山门、钟鼓楼、正殿及配殿等建筑。院内有5通明清时期碑刻。《光绪昌平州志·祠庙记第十》载：“都龙王庙，在龙王山巅，明洪武八年重修，光绪四年祈雨有灵，奏请御赐‘祥徵时若’匾额，重修殿宇。 
《光绪昌平州志》记载，清朝光绪年间，李鸿章上奏光绪帝称：据昌平州知州吴履福禀称，“该州白浮村北凤凰山，旧有都龙王庙，每遇水旱祈祷辄应。”今年春夏以来，久不下雨，庄稼生虫，乡民“诣山虔祷，旬日间甘霖大霈”，遭虫吃的庄稼“得雨复生”，秋季收成很好，乡民同庆。当地官民自筹资金，准备重修都龙王庙，希望获御赐匾额。臣李鸿章核实此事，“早晚秋禾，皆得及时补种，实属御灾捍患，功德及民。”恳请光绪帝“天恩俯准”，颁赐匾额一方。光绪帝接到李鸿章的奏折后，发出上谕，“恭书匾额一方，交李鸿章祗领，敬谨悬挂昌平州凤凰山都龙王庙。”匾额上的题有四个大字：“祥徵时若”。
农历每年六月十一至十三日，龙泉山举办庙会。不仅州官赴都龙王庙上香，而且还有戏曲、花会表演，并开办集市。早年龙泉山脚下曾有座戏楼，坐南朝北，10米见方，高5米，楼顶是单檐起脊，戏台5米见方，前有木制护栏。
中华人民共和国时期，都龙王庙被关闭。21世纪初，都龙王庙是龙山度假村的一部分，如想参观，必须入住龙山度假村，才会有龙山度假村的工作人员为住客打开都龙王庙的大门。

## 石洞
龙泉山半山腰曾有一古洞。《日下旧闻考》引《畿辅山川志》载：“龙泉山在州东南五里，山顶有都龙王祠。山半一洞，尝有人附石而下，初狭渐广，行里许，水声砰訇，不敢前。洞北麓有潭，深不可测。”《光绪昌平州志》中也有类似记载。清朝末年起，古洞便不再有记载。传说，八国联军火烧颐和园后，和尚为保护国宝，拉回三车国宝藏在该山洞中，后来慈禧太后张榜欲杀死护保之人，和尚便将古洞堵塞。如今，已经无人知晓该洞在哪里。

## 白浮堰
元朝至元四年（1267年），元世祖忽必烈下令营建新城。新城以金中都东北近郊的金朝的大宁宫为中心，至元八年（1271年）建国号曰“大元”。至元九年（1272年），将金中都改为元大都。至元十一年，宫城大内建成。至元十三年（1276年），大都建成。大都建成后，粮食等物资需求增多，为通漕运，郭守敬奉命在至元十六年（1279年）通坝河，但运力仍然不够。
至元二十八年（1291年），郭守敬奉诏兴举水利。《元史·卷一百六十四·列传第五十一》载，至元“二十八年，有言滦河自永平挽舟逾山而上，可至开平；有言泸沟自麻峪可至寻麻林。朝廷遣守敬相视，滦河既不可行，泸沟舟亦不通。守敬因陈水利十有一事。其一，大都运粮河，不用一亩泉旧原，别引北山白浮泉水，西折而南，经瓮山泊，自西水门入城，环汇于积水潭，复东折而南，出南水门，合入旧运粮河。每十里置一闸，比至通州，凡为闸七，距闸里许，上重置斗门，互为提阏，以过舟止水。”《元史·志第十六·河渠一》载，郭守敬提议：“疏凿通州至大都河，改引浑水溉田，于旧闸河踪迹导清水，上自昌平县白浮村引神山泉，西折南转，过双塔、榆河、一亩、玉泉诸水，至西水门入都城，南汇为积水潭，东南出文明门，东至通州高丽庄入白河，总长一百六十四里一百四步。塞清水口一十二处，共长三百一十步。坝闸一十处，共二十座，节水以通漕运，诚为便益。”
《元史·卷一百六十四·列传第五十一》载，元世祖忽必烈对该方案很赞赏，“帝览奏，喜曰：‘当速行之。’于是复置都水监，俾守敬领之。帝命丞相以下皆亲操畚锸倡工，待守敬指授而后行事。先是，通州至大都，陆运官粮，岁若干万石，方秋霖雨，驴畜死者不可胜计，至是皆罢之。三十年，帝还自上都，过积水潭，见舳舻敝水，大悦，名曰通惠河，赐守敬钞万二千五百贯，仍以旧职兼提调通惠河漕运事。守敬又言：于澄清闸稍东，引水与北霸河接，且立闸丽正门西，令舟楫得环城往来。志不就而罢。”
郭守敬的引水方案有若干重大技术问题：如果直接向东南引水至大都，途中会有沙河、清河阻拦，河谷低下，难以逾越；如果向西引水，西面是西山，而大都周边地势总体上西高东低，所以按照一般人的理解，“神山、白浮皆在州之东南，地势西高东下”，水难以逆流而上。
郭守敬运用早年治理黄河时总结出的类似海拔高度的理论，经实地测量，查明白浮泉地势高于西山。按照如今的测量数据看，白浮泉海拔55米，甕山泊海拔40米。当时人不懂得海拔的概念，乃惊叹：“守敬乃能引之而西，是不可晓。”
在上述结论的支持下，郭守敬将白浮泉水引向西山，随后大致沿着50米等高线向南，避开河谷低地，再向东南流入甕山泊。甕山泊又名“七里泊”，清朝时向东南方向开拓，更名“昆明湖”（位于颐和园内）。郭守敬将甕山泊作为调节河水涨落的调节水库。沿着渠道兴建堤堰——白浮堰。《天府广记》载：“郭守敬所筑堰，起白浮村至青龙桥，延袤五十余里。”白浮堰的河渠沿着元大都北方的山脚，沿途拦截了沙河、清河上游的水源，汇聚了西山诸泉水，所以水量大大增加，直至水流入甕山泊。
白浮堰是元朝通惠河的上游。“堰”是人工建造的较低的挡水建筑，功能是提高上游水位，以便灌溉及航运。白浮堰于元朝至元二十九年（1292年）春开工，至元三十年（1293年）秋建成。白浮堰在引水、漕运方面发挥重要作用。
1964年秋，北京市考古队苏天君率十余位探测人员，在昌平县文化科的配合下，勘测出白浮堰的河道走向。白浮堰故河道宽约三丈。白浮泉水自九龙池涌出之后，沿着河道向西经凉水河村南、埝头、横桥，与关沟、龙潭之水汇合，随后南流至土城村南，与西来的一亩泉水、千蓼泉水、马眼泉水汇合，再南流过双塔河、辛力屯、章村东，再南流到上庄村西、皇后店、辛店、西北旺、青龙桥，最终流入瓮山泊。西北部地势较高，泉水及河流较多且流量较大，郭守敬在沿途共拦截 11处泉水流入白浮堰，并且兴建了多处闸坝、斗门。白浮堰的龙山至横桥村一段为通惠河的上游，河道和如今的京密引水渠走向大致一致。
河水从甕山泊继续向东南流，经高梁河入积水潭，并以积水潭为停泊港。自积水潭以东开河引水，向东南流去，经金朝的闸河故道东流至通州，称通惠河。从甕山泊（今昆明湖）到通州的水流方向是：经长河自西水门入大都城，汇于积水潭，随后出什刹海，过万宁桥，东南折经东不压桥胡同、东板桥，沿东安门北街向南，经望恩桥、御河桥、正义路，向东经台基厂二条、船板胡同，沿金朝的闸河故道至通州李二寺入潞河。
《析津志辑佚·河闸桥梁》载：“京闸坝之源，来自昌平白浮村，开导神仙泉。西折南转，循山麓，与一亩泉，榆河、玉泉诸水汇合，自西水经护国仁王寺西。” 